# Xian de Lindian
Le xian de Lindian (林甸县 ; pinyin : Líndiàn Xiàn) est un district administratif de la province du Heilongjiang en Chine. Il est placé sous la juridiction de la ville-préfecture de Daqing.
Lindian est particulièrement connue pour ses sources thermales.

## Démographie
La population du district était de 258 410 habitants en 1999.